# Nanticoke (Pensilvania)
Nanticoke es una ciudad ubicada en el condado de Luzerne en el estado estadounidense de Pensilvania. En el año 2000 tenía una población de 10,955 habitantes y una densidad poblacional de 1,206.2 personas por km².

## Geografía
Nanticoke se encuentra ubicada en las coordenadas 41°11′58″N 75°59′57″O / 41.19944, -75.99917.

## Demografía
Según la Oficina del Censo en 2000 los ingresos medios por hogar en la localidad eran de $26,169 y los ingresos medios por familia eran $35,444. Los hombres tenían unos ingresos medios de $30,125 frente a los $20,265 para las mujeres. La renta per cápita para la localidad era de $15,348. Alrededor del 15.8% de la población estaba por debajo del umbral de pobreza.